# Mare Fecunditatis
Mare Fecunditatis, Mare Foecunditatis (łac. Morze Żyzności albo Morze Obfitości) to morze księżycowe znajdujące się po widocznej stronie Księżyca. Jego średnica to 909 km.
Na północnym zachodzie tego morza wylądowały radzieckie sondy kosmiczne Łuna 16 i Łuna 20.